# Djamel Haimoudi
Djamel Haimoudi, (arabiska: جمال حيمودي) född 10 december 1970 i Oran, är en fotbollsdomare från Algeriet. Haimoudi blev internationell Fifa-domare 2004.